# Geoff Trappett
Geoffrey Douglas Trappett, detto Geoff (Brisbane, 18 settembre 1979), è un ex atleta paralimpico australiano.

## Biografia
Trappett è nato a Brisbane nel 1979, con spina bifida, ed è cresciuto a Albany Creek, sobborgo di Brisbane, Ha frequentato il Queensland Academy of Sport.

### Carriera sportiva
Nel 1999, Trappett ha vinto due medaglie d'oro e battuto due record nazionali nelle gare dei 100 metri e 200 metri piani rispettivamente ai campionati nazionali di Canberra e ai Metro Challenge di Toronto. In occasione dei Giochi paralimpici di Sydney 2000 fu allenato da Brett Jones. A Sydney, vinse una medaglia d'oro nei 100 metri, che gli valse il conferimento della medaglia dell'Ordine dell'Australia, e un argento nella staffetta 4×100 metri.
Nel 2003, in occasione di un evento a Canberra, batté il record mondiale sui 100 metri piani, ma a causa di una falsa partenza fu squalificato e il record non fu registrato. Due settimane dopo, in un altro evento a Gold Coast, fece segnare il nuovo record mondiale di 13"99. Ad Atene 2004, vinse una medaglia d'argento nella staffetta 4×100 metri.
Nel 2009, è stato tra le prime 150 persone ad essere inserite nella Hall of Fame dello sport del Queensland.

## Palmarès
| Anno | Manifestazione       | Sede   | Evento          | Risultato | Prestazione | Note |
| ---- | -------------------- | ------ | --------------- | --------- | ----------- | ---- |
| 2000 | Giochi paralimpici   | Sydney | 100 m piani T54 | Oro       | 14"46       |      |
| 2000 | Giochi paralimpici   | Sydney | 4×100 m T54     | Argento   | 55"01       |      |
| 2002 | Mondiali paralimpici | Lilla  | 100 m piani T54 | Bronzo    | 14"86       |      |
| 2002 | Mondiali paralimpici | Lilla  | 200 m piani T54 | Oro       | 26"17       |      |
| 2004 | Giochi paralimpici   | Atene  | 4×100 m T53-54  | Argento   | 52"10       |      |